# دان جونسون (لاعب هوكي الجليد)
دان جونسون (بالفرنسية: Danny Johnson)‏ (و. 1944 – 1993 م) هو لاعب هوكي الجليد كندي، مركز لعبه هو وسط ‏، توفي عن عمر يناهز 49 عاماً.

## روابط خارجية
- دان جونسون على موقع قاعة مشاهير الهوكي (لاعب أن.إتش.أل) (الإنجليزية)
- دان جونسون على موقع EliteProspects.com (الإنجليزية)
- دان جونسون على موقع HockeyDB.com (الإنجليزية)
- دان جونسون على موقع Hockey-Reference.com (الإنجليزية)